# Тестирање путева AASHO
Тестирање путева AASHO (енгл. AASHO Road Test) је била серија опита које је спровела Америчка асоцијација за државне ауто-путеве и транспорт (енгл. American Association of State Highway and Transportation Officials) који су спроведени да би се утврдили утицаји саобраћаја на пропадање, односно, деградацију коловоза ауто-путева. Званично, тест путева има задатак "... да проучи перформансе коловозне структуре познате дебљине преко које се крећу возила познате тежине и познатом учесталошћу." Тест је спровођен 50-их година 20. века.

## Опис и циљеви теста
Тест путева се спроводио на шест кривина са по две коловозне траке дуж будућег пута 80 у Отави, Илиноис око 100 км југозападно од Чикага. Такође, како би се утврдили утицаји возила на деградацију различитих материјала и тако одредили најбољи за израду горњег строја пута коришћени су различити материјали који су сви били подвргавани истим условима при тестирању. Тестирање је имало за циљ утврђивање директне зависности броја понављања оптерећења на пут у кривинама зависно од различитих возила (по габариту), и какво је у овим условима понашање различитих асфалтних материјала различитих дебљина.
Резултати теста омогућили су израду препорука при изградњу путева које су први пут објављене 1961. године као "енгл. AASHO Interim Guide for the Design of Rigid and Flexible Pavements". Временом ове препоруке су дорађиване и тако су настала нова издања 1972. и 1993. године.